# Fabrizio Rongione
Fabrizio Rongione (Brussel, 3 maart 1973) is een Belgisch acteur van Italiaanse afkomst.
Ontdekt door Jean-Pierre en Luc Dardenne en gecast in Rosetta  in 1999, wordt hij een regelmatige acteur in hun films, Le Silence de Lorna, L'Enfant, Le Gamin au vélo en Deux jours, une nuit. Hij verwierf ook brede bekendheid door zijn rol in twee populaire televisieseries, die van Rémi Andreani in Mafiosa, le clan en die van Marcel Larcher in Un village français.
Fabrizio Rongione trad twee jaar op als presentator van het gala van de Magritte filmprijzen. In 2015 mocht hij zelf een Magritte voor Beste Acteur in ontvangst nemen voor zijn hoofdrol in Deux jours, une nuit aan de zijde van Marion Cotillard.

## Filmrollen (selectie)
- 1999: Rosetta van Jean-Pierre en Luc Dardenne als Riquet
- 2002: Le Troisième Œil van Christophe Fraipont
- 2002: Zeno, le parole di mio padre / Les Mots de mon père van Francesca Comencini als Zeno
- 2004: Ne fais pas ça van Luc Bondy als chef kok
- 2004: Tartarughe sul dorso van Stefano Pasetto als Lui
- 2005: L'Enfant van Jean-Pierre en Luc Dardenne als jonge boef
- 2006: Fratelli di sangre van Davide Sordella als Roberto
- 2006: Nema problema / Pas de problèmes van Giancarlo Bocchi als de Belgische journalist Maxime
- 2007: Ça rend heureux van Joachim Lafosse als Fabrizio
- 2007: Le Dernier Gang van Ariel Zeitoun als Ilyo, de wapenhandelaar
- 2008: Le Silence de Lorna van Jean-Pierre en Luc Dardenne als de taxichauffeur Flavio
- 2008: Passe-passe van Tonie Marshall als Canolo
- 2008: Il nostro messia van Claudio Serughetti als Marrani
- 2009: Lionel van Mohamed Soudani als Danièle
- 2009: L'altro Uomo van Emiliano Corapi als de gijzelnemer
- 2010: La Prima Linea van Renato De Maria als Piero
- 2011: Le Gamin au vélo van Jean-Pierre en Luc Dardenne als de bibliothecaris
- 2012: Ombline van Stéphane Cazes als de C.I.P.
- 2012: Diaz : un crime d'État van Daniele Vicari als de Belgische journalist Nick Janssen
- 2012: Sulla strada di casa van Emiliano Corapi als chef van de boeven
- 2012: L'Œil de l'astronome van Stan Neumann als de schilder
- 2013: Une chanson pour ma mère van Joël Franka als Michel
- 2013: La Religieuse van Guillaume Nicloux als Pater Morant
- 2013: Violette van Martin Provost als Yvon Belaval
- 2014: La Sapienza van Eugène Green
- 2014: Deux jours, une nuit van Jean-Pierre en Luc Dardenne als Manu
- 2015: Les survivants van Luc Jabon
- 2015: Le coeur régulier van Vanya d’Alcantara
- 2016: La Fille inconnue van Jean-Pierre en Luc Dardenne
- 2023: Amal van Jawad Rhalib als Nabil

- Biblioteca Nacional de España: XX5125698
- Bibliothèque nationale de France: cb142220390 (data)
- Catàleg d'autoritats de noms i títols de Catalunya: 981058521158706706
- Gemeinsame Normdatei: 1068981857
- International Standard Name Identifier: 0000 0000 7249 9075
- Library of Congress Control Number: no2002039597
- Nationale Bibliotheek van Tsjechië: xx0205062
- Nationale Bibliotheek van Israël: 987007444896205171
- Nederlandse Thesaurus van Auteursnamen: 242195695
- Système universitaire de documentation: 060272864
- Virtual International Authority File: 16889720
- WorldCat: E39PBJdMdHvQ3GTccg3GPpWFKd